# Forme di fondo
Le forme di fondo sono conformazioni del letto di un fiume o - più in generale - di un corso d'acqua che si formano come conseguenza del movimento e della deposizione del materiale solido trasportato dal flusso idrico. Tali forme vengono determinate da vari parametri idrologici del corso d'acqua stesso tra i quali la sua profondità, la velocità di scorrimento e il numero di Froude. Il termine inglese, ripple, può anche essere reso con l'italiano corrugazione o increspatura.

## Meccanismo di formazione
Quando un fluido agisce su una superficie coperta da sedimento sciolto, con una velocità tale da esercitare uno stress di taglio maggiore dello stress di taglio critico, si attiva il movimento del sedimento.  
Questo stress esercita quindi una trazione sul fondo (stress trattivo); è indicato con la lettera greca τ (tau), ed è parte dell'Equazione di Bagnold:
```
                                                
ω=ρgShu=τū 
,
```

dove ω è l'energia cinetica totale del sistema, ρ la densità del fluido, g l'accelerazione di gravità, S e h definiscono la superficie della sezione misurata, ū la velocità media del flusso, τ come abbiamo detto lo stress trattivo sul fondo e u la velocità misurata (e quindi variabile). Se il flusso è debole, allora la trazione non sarà tale da erodere il fondale; se, invece, la corrente risulti essere proprio nulla (cioè =0), non esisterà alcun tipo di stress. In questo caso, si parla di flusso in condizioni di quiescenza, e si attua la legge di Stokes, quasi idealizzata:
Una particella lasciata cadere in un fluido viscoso in condizioni di quiescenza, dapprima si muoverà con moto inizialmente accelerato, per poi, se il suo diametro sia abbastanza piccolo da non formare scie vorticose (regime lamellare), equilibrare la raggiunta velocità di regime con la resistenza del mezzo e cadere con moto rettilineo uniforme.
Ma il flusso, per vari motivi, può accelerare e far muovere il sedimento per sospensione, saltazione e trascinamento; se la corrente diventa più forte, può erodere il sedimento, prenderlo in carico e ridepositarlo. Durante la rideposizione si formano quelle che prendono il nome di forme di fondo che variano di forma e dimensione in funzione del tipo di flusso subito e in funzione della granulometria del sedimento interessato, parametri impostati da M.R.Leeder, nel 1982, che mette appunto in relazione su di un grafico cartesiano i Newton/metro quadro di forza esercitata e la granulometria dei sedimenti.
In particolare i ripple sono più evidenti sui substrati sabbiosi e in genere assenti su quelli argillosi.

## Tipologie
In ordine di energia di flusso crescente tendono a formarsi le seguenti forme di fondo:
Superfici planari (plane beds)si formano in assenza di movimento, ovvero quando la corrente non esercita una forza sufficiente ad attivare il movimento dei granuli. Granulometria: da 0,7 mm.
Corrugazioni (small ripples)queste forme di fondo hanno dimensioni inferiori a 60 cm di lunghezza. Con l'aumentare della velocità e dell'energia del flusso cambiano forma (retti, sinuosi, linguoidi, simmetrici ed asimmetrici) e aumentano la propria lunghezza d'onda. Anche la profondità dell'acqua in cui esse si formano influisce sulla forma. In sabbie fini serve una velocità della corrente di almeno 20 cm/s per formare un ripple. Granulometria: da 0,1 a 0,7 mm.
Dunesi formano con velocità di corrente maggiore rispetto alle precedenti, ed hanno dimensioni superiori ai 60 cm di lunghezza fino a diversi metri. Granulometria: da 0,3 mm.
Superfici planari a più alta energiaè una superficie costituita da sedimento sciolto senza elevazioni o depressioni. Il movimento dei granuli avviene per rotolamento, saltellamento e scivolamento lungo il piano. Al contrario del primo caso elencato dove non avveniva nessun movimento del sedimento, qui la corrente raggiunge un'elevata velocità che tende a spianare il sedimento.
Questo tipo di plane bed risulta meno stabile di quello di bassa energia. Granulometria: da 0,7 mm.
Antidunesono forme di fondo tipiche di ambienti ad elevata energia, esse sono generalmente in fase con il movimento della superficie d'acqua. Si formano per un'improvvisa accelerazione del flusso, se {\displaystyle Fr>1}, cioè se la corrente è in regime super-critico, per quanto afferma Froude, da cui appunto il numero di Froude esplica matematicamente il regime in cui si trova un flusso. Le antidune sono forme che raramente si trovano in stato fossile, per il fatto che sono forme più che effimere, anzi, si può dire che sono forme istantanee.